# Баклушина
Баклушина — посёлок в Свердловской области России. Входит в городской округ город Нижний Тагил.

## Географическое положение
Посёлок расположен к северо-западу от Екатеринбурга, в 17 километров (по автотрассе в 20 километров) к северу-западу от Нижнего Тагила, в лесной местности возле болота Баклушино, в 5,5 километрах от горы Большая Баклушина (508,3 метра).

## История
Поселок был основан в 30-х годах XX века лесорубами.
В 1966 году Указом Президиума ВС РСФСР посёлок лесоучастка квартала № 15 переименован в Баклушина.

## Население
| 2002 | 2010 |
| ---- | ---- |
| 0    | ↗1   |